# آية سماحة
آية سماحة ممثلة ومخرجة وعارضة أزياء مصرية من مواليد القاهرة في 31 مارس 1992، تخرجت من المعهد العالي للفنون المسرحية. متزوجة من الممثل والمنتج الشاب محمد السباعي شقيق الفنانة ناهد السباعي.
كان أول ظهور لها في دور بسيط جدا (فتاة في المحاضرة) بفيلم هيبتا عام 2016، رشحها المخرج محمد شاكر خضير في دور «ضحى» في مسلسل «جراند أوتيل»، وفي العام التالي نالت دورا أكبر قليلا في مسلسل «هذا المساء». كان أهم أعمالها في مسلسل «ما وراء الطبيعة».  و مسلسل الكابتن في 2025

## أعمالها

### الأفلام
- 2016: هيبتا: المحاضرة الأخيرة (فتاة في المحاضرة).[11][12]
- 2024: عالماشي
- 2024: وداعا حمدي
- 2025: 6 أيام

### المسلسلات
- 2016: جراند أوتيل (ضحى).[13][14]
- 2017: هذا المساء (مروة).[15]
- 2017: الحرباية (صديقة عمرو واكد).[16][17]
- 2018: مليكة (آية).[18]
- 2018: كأنه إمبارح (داليا).[19]
- 2019: قمر هادي (شهد أبو المكارم).[20][21]
- 2019: قابيل (شاهي سليمان – دور شرف).[22]
- 2019: الزوجة 18 (أسماء).[23]
- 2019: أفراح إبليس ج2 (رانيا).[24]
- 2020: ما وراء الطبيعة (هويدا عبد المنعم).[25][26]
- 2021: خارج السيطرة
- 2021: زي القمر ج2
- 2022: راجعين يا هوى
- 2022: رانيا وسكينة
- 2023: كامل العدد
- 2023: الصفارة(شيرين)
- 2023: سيب وأنا أسيب
- 2023: حدث بالفعل كاملة
- 2023: على باب العمارة
- 2024: خالد نور وولده نور خالد
- 2024: باسورد
- 2024: كامل العدد +1
- 2024: عمر افندي(زينات)
- 2024: موضوع عائلي ج3
- 2025: الكابتن(سما)

## وصلات خارجية
- آية سماحة على موقع IMDb (الإنجليزية)
- آية سماحة على موقع الدهليز
- آية سماحة على موقع قاعدة بيانات الأفلام العربية
- آية سماحة على موقع قاعدة بيانات الفيلم (الإنجليزية)
- آية سماحة على موقع في الفن